# Gloster Gladiator
Gloster Gladiator (hay Gloster SS.37) là một loại máy bay tiêm kích hai tầng cánh do Anh chế tạo. Nó được trang bị cho không quân Hoàng gia (RAF) và Hải quân Hoàng gia (biến thể Sea Gladiator), ngoài ra nó còn được xuất khẩu rộng rãi tới các quốc gia khác trong thập niên 1930.

## Biến thể
SS.37
Mẫu thử.
Gladiator I
Phiên bản trang bị động cơ 840 hp (627 kW) Bristol Mercury IX. Thụy Điển đặt tên là J 8. Giao hàng 1937-38, 378 chiếc.
Gladiator II
Phiên bản trang bị động cơ Bristol Mercury VIIIA. Thụy Điển đặt tên là J 8A. Giao hàng 1938-39, 270 chiếc.
Sea Gladiator Interim
Tiêm kích một chỗ cho hải quân hoàng gia Anh, 38 chiếc hoán đổi từ Gladiator II. Số thứ tự: N2265 - N2302.
Sea Gladiator
Máy bay tiêm kích cho hải quân hoàng gia Anh, 60 chiếc. Số thứ tự: N5500 - N5549 and N5565 - N5574.

## Quốc gia sử dụng

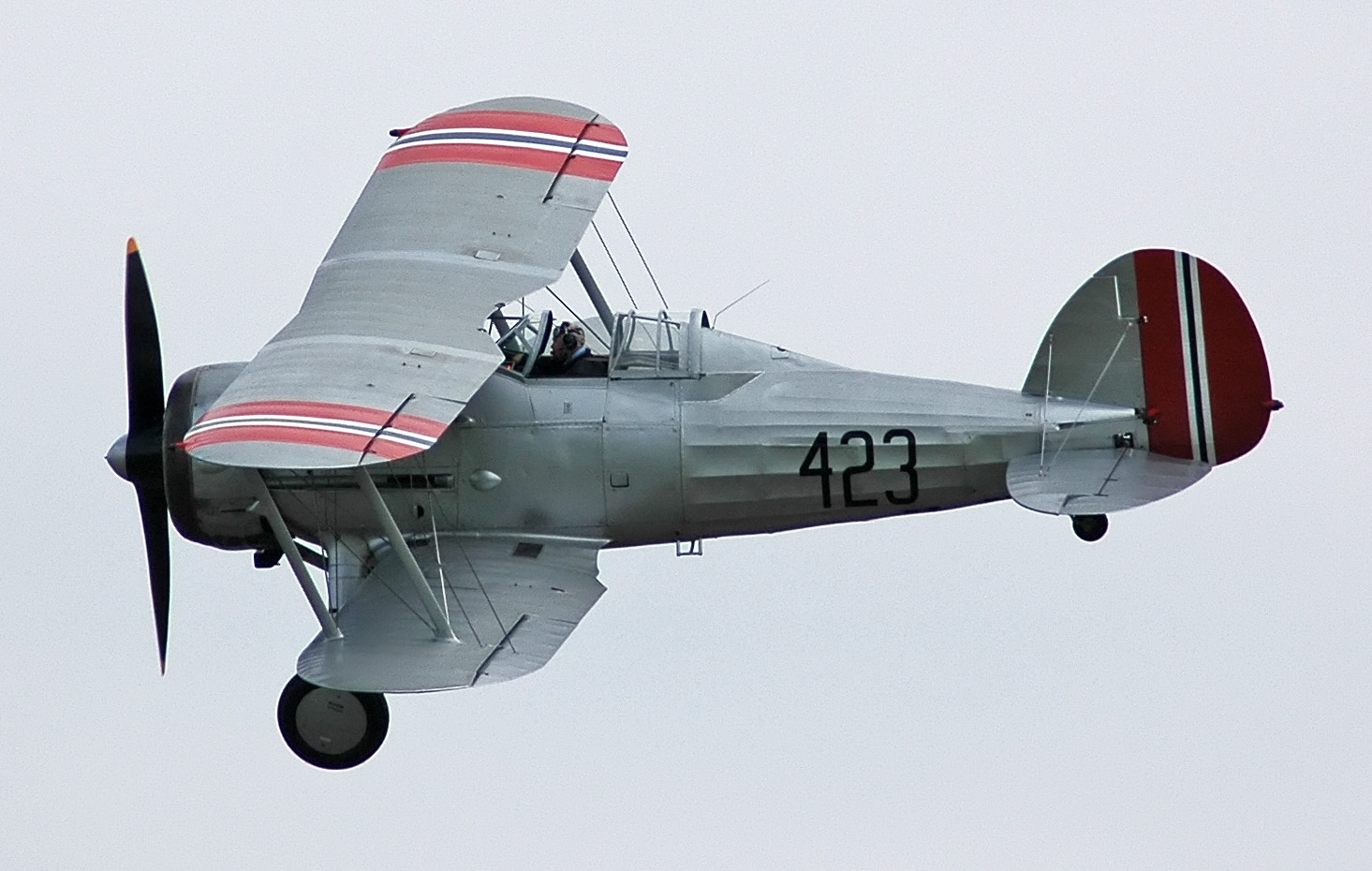
Gladiator (phục dựng lại) sơn màu của Không quân Hoàng gia Na Uy trước chiến tranh

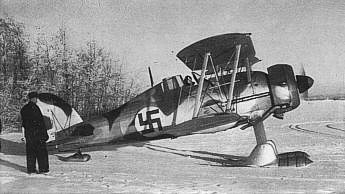
Gladiator thuộc phi đoàn 19, không quân Phần Lan

- Úc
- Bỉ
- Trung Hoa Dân Quốc
- Egypt
- Free France
- Phần Lan
- Đức (số lượng nhỏ)[1]
- Greece
- Iraq
- Ireland
- Latvia
- Lithuania
- Na Uy
- Bồ Đào Nha
- România
- South Africa
- Soviet Union
- Thụy Điển
- Anh Quốc

## Tính năng kỹ chiến thuật (Gloster Gladiator Mk I)

Bản vẽ Gladiator Mk.I

Gloster Aircraft since 1917

### Đặc điểm riêng
- Tổ lái: 1
- Chiều dài: 27 ft 5 in (8.36 m)
- Sải cánh: 32 ft 3 in (9.83 m)
- Chiều cao: 11 ft 9 in (3.58 m)
- Diện tích cánh: 323 ft² (30.0 m²)
- Trọng lượng rỗng: 3,217 lb (1,462 kg)
- Trọng lượng có tải: 4,594 lb (2,088 kg)
- Động cơ: 1 × Bristol Mercury IX, 830 hp (619 kW)

### Hiệu suất bay
- Vận tốc cực đại: 253 mph (220 knots, 407 km/h) trên độ cao 14,500 ft (4,400 m)
- Vận tốc hành trình: 210 mph[3]
- Trần bay: 32,800 ft (10,000 m)
- Vận tốc lên cao: 2,300 ft/min[3] (11.7 m/s)

### Vũ khí
- Phiên bản đầu: 2 súng máy Vickers ở thân, 2 súng máy Lewis ở 2 cánh.
- Phiên bản sau: 4 khẩu M1919 Browning; 2 ở thân, 2 ở cánh

### Máy bay có sự phát triển liên quan
- Gloster Gauntlet

### Máy bay có tính năng tương đương
- Avia B-534
- Bristol Bulldog
- Fiat CR.32
- Fiat CR.42
- Grumman F3F
- Polikarpov I-15
- Polikarpov I-153

### Danh sách khác
- Danh sách máy bay quân sự giữa hai cuộc chiến tranh thế giới
- Danh sách máy bay của Không quân Hoàng gia